# 蘇日戰爭中的日軍戰鬥序列
本條目羅列蘇日戰爭中日軍方面的戰鬥序列，不含日本傀儡政權滿洲國與蒙疆聯合自治政府部隊，戰事範圍涵蓋滿洲、朝鮮半島、南庫頁島、千島群島以及北海道（因故取消）。

## 關東軍

關東軍各部佈署示意圖。

關東軍總司令官山田乙三大將、總參謀長秦彥三郎中將、總參謀副長松村知勝少將、高級副官泉可畏翁大佐，共713,000人，司令部位於新京。
- 關東軍直轄下列單位：
  - 第1機動旅團：旅團長水下秀明少將，司令部位於吉林
  - 關東軍步兵第1、關東軍第2士官士官候補者隊
  - 關東軍第1教導隊、關東軍第2教導隊
  - 關東軍騎兵士官候補者隊、關東軍士官砲兵隊、關東軍高射砲士官候補者隊、關東軍輜重兵士官候補者隊、關東軍通信教育隊
  - 第1方面軍
  - 第3方面軍
  - 第4軍
  - 第34軍
  - 第17方面軍
  - 第2航空軍
  - 第5航空軍
  - 大陸鐵道司令部

### 第1方面軍
第1方面軍又稱「東滿方面軍」，司令官喜多誠一大將、參謀長櫻井鐐三少將、參謀副長坂間訓一少將、高級参謀松本博大佐、高級副官中山亮輔大佐，共222,157人，司令部位於敦化。
- 第1方面軍直轄下列單位：
  - 第122師團：師團長赤鹿理中將、參謀長岩元議秀大佐，司令部位於牡丹江
  - 第134師團：師團長井關仞中將、參謀長末永光夫大佐，司令部位於方正
  - 第139師團：師團長富永恭次中將、參謀長松岡次一中佐，司令部位於敦化
  - 第603特設警備大隊、第627特設警備中隊、關東軍第2特別警備隊、獨立第12工兵聯隊、第17通信聯隊
  - 第3軍
  - 第5軍

#### 第3軍
司令官村上啓作中將、參謀長池谷半二郎大佐，共62,940人
- 第3軍直轄下列單位：
  - 獨立混成第132旅團：旅團長鬼武五一少將，司令部位於
  - 混成第101聯隊
  - 軍直屬砲兵：重砲兵第2、第3聯隊、東寧重砲兵聯隊、獨立重砲兵第2中隊、獨立重迫撃砲第1中隊
  - 通信第55聯隊
  - 羅津要塞司令部：司令瀬谷啓中將
    - 羅津要塞砲兵隊

  - 特設警備第460大隊、特設警備第623中隊、特設警備第651中隊
  - 第79師團：師團長太田貞昌中將、參謀長品部孝晴大佐，司令部位於羅南
  - 第112師團：師團長中村次喜藏中將、參謀長安木龜二大佐，司令部位於琿春
  - 第127師團：師團長古賀龍太郎中將、參謀長廣瀨清大佐，司令部位於延吉
  - 第128師團：師團長水原義重中將、參謀長石橋忠雄大佐，司令部位於羅子溝

#### 第5軍
司令官清水規矩中將、參謀長河越重定少將，共75,771人
- 第5軍直轄下列單位：
  - 第15國境守備隊：隊長西脇武大佐
    - 第15國境警備隊砲兵隊：隊長大木正大尉

  - 第1工兵隊司令部：佐佐木莊助大佐
    - 獨立工兵第18聯隊：聯隊長小川四郎少佐
    - 第3野戰築城隊：隊長小林達輔大佐

  - 通信第46聯隊：聯隊長武井久男少佐
  - 特設警備第628、第629、第630、第641中隊
  - 軍直屬砲兵：野戰重砲第20聯隊、獨立重砲兵第5、第28大隊、獨立速射砲第31大隊，獨立重砲兵第1中隊，迫擊砲第13大隊
  - 第124師團：師團長椎名正健中將、參謀長岩崎豐清大佐，司令部位於穆陵
  - 第126師團：師團長野溝弍彥中將、參謀長田中正司大佐，司令部位於掖河
  - 第135師團：師團長人見與一中將、參謀長井上敏助大佐，司令部位於掖河

### 第3方面軍
第3方面軍又稱「西滿方面軍」，司令官后宫淳大將、參謀長大坪一馬少將、高級參謀末弘勇大佐、高級副官鎌田惣吉中佐，共180,971人，司令部位於奉天。
- 第3方面軍直轄下列單位：
  - 第108師團：師團長盤井虎二郎中將、參謀長小堀晃大佐，司令部位於錦縣
  - 第136師團：師團長中山惇中將、參謀長伊地知季春大佐，司令部位於奉天
  - 騎兵第171聯隊
  - 特設警備第606、第616、第617、第618、第649、第650中隊、特設警備第610大隊、特設警備第611、第612工兵隊
  - 獨立混成第79旅團：旅團長岡部惇通少將，司令部位於安東
  - 獨立混成第130旅團：旅團長桑田貞三少將，司令部位於奉天
  - 獨立混成第134旅團：旅團長俊藤俊藏少將，司令部位於臨江
  - 獨立戰車第1旅團：旅團長阿野安理少將，司令部位於奉天
  - 關東軍第1特別警備隊
  - 第11遊撃隊
  - 關東州警備司令部
    - 高射砲第171聯隊
    - 撫順警備隊：特設警備第602中隊、特設警備第603工兵隊
    - 本溪湖警備隊：特設警備第603中隊、特設警備第604工兵隊
    - 鞍山警備隊：特設警備第601中隊、特設警備第605工兵隊

  - 獨立第61要塞砲兵隊
  - 特設警備第651大隊
  - 特設警備第607工兵隊、特設警備第611、第612、第613、第614、第615、第616大隊、特設警備第609、第610中隊
  - 第22野戰高射砲隊司令部
    - 高射砲第26聯隊
    - 野戰高射砲第85、第88、第90、第91、第92、第100大隊、野戰高射砲第65大隊
    - 野戰探照第1、第6、第7大隊、獨立野戰探照第14中隊
    - 野戰機槍第68、第69、第70、第71、第72、第73、第74、第75、第76、第77、第85中隊
    - 通信第54聯隊
    - 特設警備第602、第606工兵隊、特設警備第653、第656、第607、第608大隊、特設警備第611、第612、第613中隊

  - 第30軍
  - 第44軍

#### 第30軍
司令官飯田祥二郎中將、參謀長加藤道雄少將，共69,403人，司令部位於新京。
- 第30軍直轄下列單位：
  - 重砲第1聯隊
  - 獨立臼砲第27大隊
  - 重砲兵第19聯隊
  - 獨立野戰重砲兵第21大隊
  - 獨立重砲兵第7大隊
  - 第2工兵隊司令部
  - 獨立工兵第40聯隊
  - 獨立汽車第116大隊
  - 獨立輜重兵第53大隊
  - 第42野戰道路隊
  - 特設警備第601、第604、第609大隊、特設警備第614、第638、第639、第640、第642中隊、特設警備第601工兵隊
  - 第39師團：師團長佐佐真之助中將、參謀長三品隆以中佐，司令部位於四平
  - 第125師團：師團長今利龍雄中將、參謀長藤田實彥大佐，司令部位於通化
  - 第138師團：師團長山本務中將、參謀長佐藤貞二大佐，司令部位於撫順
  - 第148師團：師團長末光元廣中將、參謀長坂元昵大佐，司令部位於新京

#### 第44軍
第44軍司令官本郷義夫、參謀長小畑信良少將、高級參謀梅里助就中佐、高級副官岡野董中佐，共69,090人，司令部位於奉天。
- 第44軍直轄下列單位：
  - 野戰重砲第17聯隊
  - 野戰重砲第30聯隊
  - 獨立速射砲第29大隊
  - 獨立野砲兵第14大隊
  - 第2遊撃隊
  - 通信第31聯隊
  - 獨立汽車第112大隊
  - 第47野戰道路隊
  - 第63師團：師團長岸川健一中将、參謀長永井浩一大佐，司令部位於奉天
  - 第107師團：師團長安部孝一中將、參謀長河瀬繁太中佐，司令部位於索倫
  - 第117師團：師團長鈴木啓久中將、參謀長八木東中佐，司令部位於大賚
  - 獨立戰車第9旅團：旅團長北武樹大佐，司令部位於四平

### 第4軍
第4軍司令官上村幹男中將、參謀長大野武城少將、高級參謀牧達夫大佐、高級副官兼子健治郎中佐，共96,464人，司令部位於哈爾濱。
- 第4軍直轄下列單位：
  - 獨立速射砲第30大隊
  - 獨立野砲兵第10大隊
  - 迫撃砲第17大隊
  - 第12遊撃隊
  - 獨立工兵第29聯隊
  - 第102警備司令部
  - 關東軍第3特別警備隊
  - 通信第42聯隊
  - 第34野戰道路隊
  - 第119師團：師團長塩澤清宣中將、參謀長岡部狷介大佐，司令部位於海拉爾
  - 第123師團：師團長北澤貞治中將、參謀長土田穣大佐，司令部位於孫吳
  - 第149師團：師團長佐佐木到一中將、參謀長印南清大佐，司令部位於哈爾濱
  - 獨立混成第80旅團：旅團長野村登龜江少將，司令部位於海拉爾
  - 獨立混成第131旅團：旅團長宇部四雄少將，司令部位於哈爾濱
  - 獨立混成第135旅團：旅團長浜田十之助少將，司令部位於瑷琿
  - 獨立混成第136旅團：旅團長土谷直二郎少將，司令部位於嫩江

### 第34軍
第34軍司令官櫛淵鍹一、參謀長川目太郎少將、高級參謀扇廣大佐、高級副官谷口貞市中佐，共50,104人，司令部位於咸興。
- 第34軍直轄下列單位：
  - 永興灣要塞司令部
    - 永興灣要塞砲兵隊

  - 牡丹江重砲兵聯隊
  - 獨立野戰砲兵第11大隊
  - 迫撃砲第15大隊
  - 通信第56聯隊
  - 獨立汽車第115大隊
  - 第59師團：師團長藤田茂中將、參謀長武部松雄中佐，司令部位於咸興
  - 第137師團：師團長秋山義充中將、參謀長三原七郎大佐，司令部位於定平
  - 獨立混成第133旅團：旅團長原田繁吉少將，司令部位於京城

### 第17方面軍
第17方面軍司令官上月良夫中將、參謀長井原潤次郎中將、參謀副長菅井斌麿少將、高級參謀杉田一次大佐、吉川猛大佐、神崎長大佐、高級副官田中義一中佐，共20萬人，司令部位於京城。
- 第17方面軍直轄下列單位：
  - 第120師團：師團長柳川真一中將、參謀長中西滿洲次郎中佐，司令部位於京城
  - 第150師團：師團長三島義一中將、參謀長高柳浅四郎中佐，司令部位於光州
  - 第160師團：師團長山脇正雄中將、參謀長佐竹義勝大佐，司令部位於群山
  - 第320師團：師團長八隅錦三郎中將、參謀長石橋松茂中佐，司令部位於釜山
  - 獨立混成第39聯隊：聯隊長田内一郎大佐
  - 獨立混成第40聯隊：聯隊長小畠武文大佐
  - 獨立混成第127旅團：旅團長坂井武少將，司令部位於釜山
  - 獨立汽車第65、第70、第82大隊
  - 第58軍

#### 第58軍
第58軍司令官永津佐比重中將、參謀長加藤義秀大佐、木佐木久（1945年8月19日後），司令部位於濟州島。
- 第58軍直轄下列單位：
  - 獨立工兵第126大隊
  - 獨立速射砲第32大隊
  - 通信第11聯隊
  - 獨立混成第108旅團：旅團長平岡力少將，司令部位於濟州島
  - 第121師團：師團長正井義人中將、參謀長梅木留助大佐，司令部位於濟州島
  - 第111師團：師團長岩崎民男中將、參謀長芝田經一大佐，司令部位於濟州島
  - 第96師團：師團長飯沼守中將、參謀長清水孝太郎大佐，司令部位於濟州島

### 第2航空軍
第2航空軍司令官原田宇一郎中將、參謀長古屋健三少將、高級參謀深井英一大佐、高級副官古川清大佐，司令部位於新京。
- 第2航空軍直轄下列單位：
  - 獨立第15飛行團：今川一策少將
    - 飛行第104戰隊：岡崎彌助少佐
    - 獨立飛行第25中隊：松本武夫大尉

  - 獨立第101教育飛行團志方光之少將
    - 第5練習飛行隊：綾野唯雄大佐
    - 第23教育飛行隊：森壬子郎少佐
    - 第24教育飛行隊：大西豊吉中佐
    - 第26教育飛行隊：島田安也中佐
    - 第42教育飛行隊：角田雄三少佐
    - 第4錬成飛行隊：林彌一郎少佐
    - 第13錬成飛行隊
    - 第22錬成飛行隊：野口久七少佐

  - 第2航空軍第1教育隊：光延克郎中佐
  - 獨立飛行第81中隊：大和田進少佐
  - 陸軍航空士官學校滿洲派遣隊：立山武雄大佐
  - 第2航空通信連隊：堀内長次郎大佐
  - 第8航空通信連隊：須藤良信中佐
  - 第3航空情報連隊：江原亭二中佐
  - 第11航空情報連隊：徳田義雄少佐
  - 第17航空情報隊：村瀬律雄少佐
  - 第2氣象連隊：太田鐸治中佐
  - 第4航空路隊：上野清一大佐
  - 第10航測隊
  - 第2航空地區司令部：水島壽介大佐
  - 第14航空地區司令部：堀彬大佐
  - 第28航空地區司令部：木村福造大佐
  - 第57航空地區司令部：遠藤功中佐
  - 第58航空地區司令部：木川豊中佐
  - 第9飛行場大隊：井上一義少佐
  - 第10飛行場大隊：下村敏少佐
  - 第11飛行場大隊：遠藤新少佐
  - 第13飛行場大隊：阪井榮三少佐
  - 第16飛行場大隊：林一馬少佐
  - 第29飛行場大隊：北山茂少佐
  - 第30飛行場大隊
  - 第36飛行場大隊：上山重介少佐
  - 第39飛行場大隊：北爪茂少佐
  - 第40飛行場大隊：椎木吉男少佐
  - 第45飛行場大隊：植田末松大尉
  - 第53飛行場大隊：前田豊作少佐
  - 第54飛行場大隊：石野浅一郎少佐
  - 第67飛行場大隊：神窪吉之助大尉
  - 第71飛行場大隊：蝦名俊彦少佐
  - 第79飛行場大隊：加藤静雄少佐
  - 第88飛行場大隊：増本琢次少佐
  - 第93飛行場大隊：佐孝忠典少佐
  - 第97飛行場大隊：山内時貞少佐
  - 第201飛行場大隊：中野政人少佐
  - 第212飛行場大隊：壺井弥須義大尉
  - 第213飛行場大隊：高野定治大尉
  - 第214飛行場大隊：宇田進大尉
  - 第215飛行場大隊：岸田延治少佐
  - 第216飛行場大隊：玉井国雄大尉
  - 第240飛行場大隊：田中実雄少佐
  - 第241飛行場大隊：新谷武四郎大尉
  - 第242飛行場大隊：佐佐木直大尉
  - 第243飛行場大隊：兒山英三大尉
  - 獨立輜重兵第45大隊

### 第5航空軍
第5航空軍司令官下山琢磨中將、參謀長中西良介中將、參謀副長堀場一雄大佐、高級參謀大賀時雄大佐、高級副官高橋秀次大佐，司令部位於京城。
- 第5航空軍直轄下列單位：
  - 第5航空通信團司令部：司令櫻井德三郎少將，司令部位於南京
    - 第4航空通信聯隊：聯隊長岩間行雄中佐，司令部位於南京
    - 第14航空通信聯隊：聯隊長讃岐武二中佐，司令部位於北京
    - 第15航空通信聯隊：聯隊長宮村信幸大佐，司令部位於漢口
    - 第23航空通信聯隊：聯隊長須藤三作中佐，司令部位於廣東
    - 第24航空通信聯隊：聯隊長来栖信之中佐 　
    - 第5航空固定通信隊：隊長鷹羽泰治郎少佐
    - 第5航測隊：隊長我部俊雄少佐 　

  - 第5航空軍管下獨立第105教育飛行團：團長土田兵吾少將 
    - 第14教育飛行隊：隊長浦川八郎少佐
    - 第18教育飛行隊：隊長櫻井晴一少佐
    - 第28教育飛行隊：隊長内田安伸少佐 　
    - 第5錬成飛行隊：隊長杉本明少佐  　
    - 第19錬成飛行隊：隊長下村義雄少佐

  - 第3飛行團司令部：司令三宅友美大佐  　
    - 飛行第22戰隊：隊長北島榮一少佐  　

  - 第7航空特種通信隊：隊長森田竹造少佐 　
  - 第5航空情報聯隊：聯隊長進藤錦一郎中佐  　
  - 第6航空情報聯隊：聯隊長涉川博中佐   　
  - 第22航空情報聯隊：聯隊長井對浩少佐   　
  - 第5航空軍特種情報部：部長櫻井文夫大佐  　
  - 第4氣象聯隊：聯隊長古林和一郎中佐   　
  - 第3航空路部：部長村中頼雄中佐
- 中國派遣軍第1航空教育隊：隊長國正男中佐  　
  - 第3航空地區司令部：司令北村九郎大佐   　
  - 第43航空地區司令部：司令十川義友大佐，司令部位於大場鎮
  - 第44航空地區司令部：司令涉田久雄大佐  　
  - 第48航空地區司令部：司令俵信一大佐
  - 第54航空地區司令部：司令長谷川兵次大佐，司令部位於徐州
  - 第55航空地區司令部：司令佐藤信介大佐，司令部位於濟南
  - 第18飛行場大隊：大隊長經龜政吉少佐
  - 第128飛行場大隊：大隊長島村貞芳少佐
  - 第159飛行場大隊：大隊長加藤寅之助少佐
  - 第160飛行場大隊：大隊長入来喜右衛門少佐
  - 第161飛行場大隊：大隊長岡崎四郎少佐
  - 第167飛行場大隊：大隊長小浜儀平大尉
  - 第182飛行場大隊：大隊長阿部博吉少佐
  - 第183飛行場大隊：大隊長小山金雄少佐
  - 第185飛行場大隊：大隊長輿水辰雄少佐
  - 第196飛行場大隊：大隊長小林傳兵衛少佐
  - 第197飛行場大隊：大隊長芳川利一少佐
  - 第198飛行場大隊：大隊長安藤定助大尉
  - 第200飛行場大隊：大隊長粟野芳男大尉
  - 第202飛行場大隊：大隊長甲斐辰馬少佐
  - 第203飛行場大隊：大隊長宮浦武雄少佐
  - 第204飛行場大隊：大隊長林田基一少佐
  - 第206飛行場大隊：大隊長藤澤薫雄少佐
  - 第207飛行場大隊：大隊長山田勅夫少佐
  - 第208飛行場大隊　
  - 第221飛行場大隊：大隊長佐藤勝人少佐
  - 第222飛行場大隊：大隊長小山史郎大尉
  - 第223飛行場大隊：大隊長千明勝彦大尉
  - 第224飛行場大隊：大隊長渡部光直大尉
  - 第225飛行場大隊：大隊長佐藤茂大尉
  - 第226飛行場大隊：大隊長松尾盛夫大尉
  - 第6野戰飛行場設定司令部：司令真館武明大佐
  - 第7野戰飛行場設定司令部：司令松田五四三大佐，司令部位於濟南
  - 第155飛行場設定隊：隊長小野廣志少佐
  - 第156飛行場設定隊 　
  - 第157飛行場設定隊：隊長中平定造大尉
  - 第161飛行場設定隊 　
  - 第164飛行場設定隊 　
  - 第165飛行場設定隊：隊長齋藤喜三郎大尉
  - 第167飛行場設定隊
  - 第13飛行師團：師團長吉田喜八郎中將，司令部位於南京
    - 第1飛行團司令部：司令原田潔大佐
      - 飛行第25戰隊：隊長金澤知彦少佐
      - 飛行第48戰隊：隊長鏑木健夫少佐
      - 飛行第85戰隊：隊長齋藤藤吾少佐

    - 第2飛行團司令部：司令松本理教大佐
      - 飛行第6戰隊：隊長廣田一雄中佐
      - 飛行第9戰隊：隊長平家輔少佐

    - 第8飛行団司令部：司令弘中孫六大佐
      - 飛行第16戰隊：隊長佐藤大六少佐
      - 飛行第44戰隊：隊長沢山義治少佐
      - 飛行第82戰隊：隊長奥村房夫少佐
      - 飛行第90戰隊：隊長鈴木武男少佐
      - 獨立飛行第54中隊：中隊長岡本良夫少佐

    - 第5航空地區司令部：司令巨勢寛弼中佐
    - 第16航空地區司令部：司令松本征夫大佐
    - 第26航空地區司令部：司令清水勗大佐
    - 第50航空地區司令部：司令光岡均中佐
    - 第56航空地區司令部：司令飯島宇八大佐
    - 第57飛行場大隊：大隊長瀧本一正少佐
    - 第58飛行場大隊：大隊長大西俊太大尉
    - 第59飛行場大隊：大隊長飯島仲秋少佐
    - 第60飛行場大隊：大隊長三宅升信少佐
    - 第91飛行場大隊
    - 第96飛行場大隊：大隊長長通豐少佐
    - 第104飛行場大隊：大隊長横山達少佐
    - 第105飛行場大隊：大隊長城戸君蔵少佐
    - 第106飛行場大隊：大隊長國岡完少佐
    - 第129飛行場大隊：大隊長住友武壽少佐
    - 第135飛行場大隊：大隊長中島藤吉少佐
    - 第168飛行場大隊
    - 第184飛行場大隊：大隊長長岡英夫少佐
    - 第217飛行場大隊：大隊長大高吉治大尉
    - 第218飛行場大隊
    - 第219飛行場大隊
    - 第220飛行場大隊：大隊長中村進少佐

### 大陸鐵道司令部
大陸鐵道司令部司令官草場辰巳中將、參謀長守田政之大佐、高級參謀森山矢八中佐、高級副官村尾莊市少佐，司令部位於新京。
- 大陸鐵道司令部直轄下列單位：
  - 鐵道第19聯隊
  - 鐵道第20聯隊
  - 獨立鐵道第15聯隊
  - 獨立鐵道第17聯隊
  - 獨立鐵道第18聯隊
  - 第1裝甲列車隊
  - 第2裝甲列車隊
  - 第2獨立鐵道橋梁大隊
  - 第1獨立鐵道工作隊
  - 大陸鐵道幹部教育隊
  - 關東軍鐵道隊司令部：司令仲克少將
    - 鐵道第4連隊
    - 獨立鐵道第22大隊
    - 獨立鐵道第23大隊
    - 第6特設鐵道工務隊
    - 第3特設鐵道橋梁隊

  - 朝鮮鐵道隊司令部：司令伊藤義郎少將
    - 獨立鐵道第10大隊
    - 獨立鐵道第11大隊
    - 獨立鐵道第12大隊
    - 獨立鐵道第19大隊
    - 獨立鐵道第20大隊
    - 獨立鐵道第21大隊

## 第5方面軍

日軍於千島群島、庫頁島、北海道佈署示意圖。

第5方面軍司令官樋口季一郎中將、參謀長萩三郎少將，負責防衛千島群島、庫頁島和北海道方面，司令部位於札幌。
- 千島群島方面：共約8萬人[4]
  - 第91師團：師團長堤不夾貴中將、參謀長柳岡武大佐，佈署於占守島、幌筵島、溫禰古丹島、奇林古丹島
  - 戰車第11聯隊，佈署於占守島
  - 獨立混成第129旅團，佈署於得撫島
  - 獨立混成第41聯隊，佈署於松輪島
  - 千島群島要塞砲兵聯隊，全部島嶼皆有佈署
  - 高射砲第31聯隊，佈署於占守島
  - 第89師團：師團長小川權之助中將、參謀長森田利勝大佐，佈署於擇捉島、國後島和小千島群島
- 北海道方面：共約11.5萬人[4]
  - 第42師團：師團長佐野虎太中將、參謀長村田昌夫大佐 ，司令部位於稚內
  - 第7師團：師團長鯉登行一中將、參謀長江田稔大佐，司令部位於釧路
  - 獨立混成第101旅團：旅團長桂朝彦少將，司令部位於苫小牧
- 庫頁島方面：共約1.9萬人[4]
  - 第88師團：師團長峯木十一郎中將、參謀長鈴木康大佐，司令部位於豐原

## 註腳
1. ↑  Glantz（2003年），第64页
2. ↑  Glantz（2003年），第69页
3. 1 2 3  Glantz（2003年），第75页
4. 1 2 3  Glantz（2003年），第80页